# Formosimyrma lanyuensis

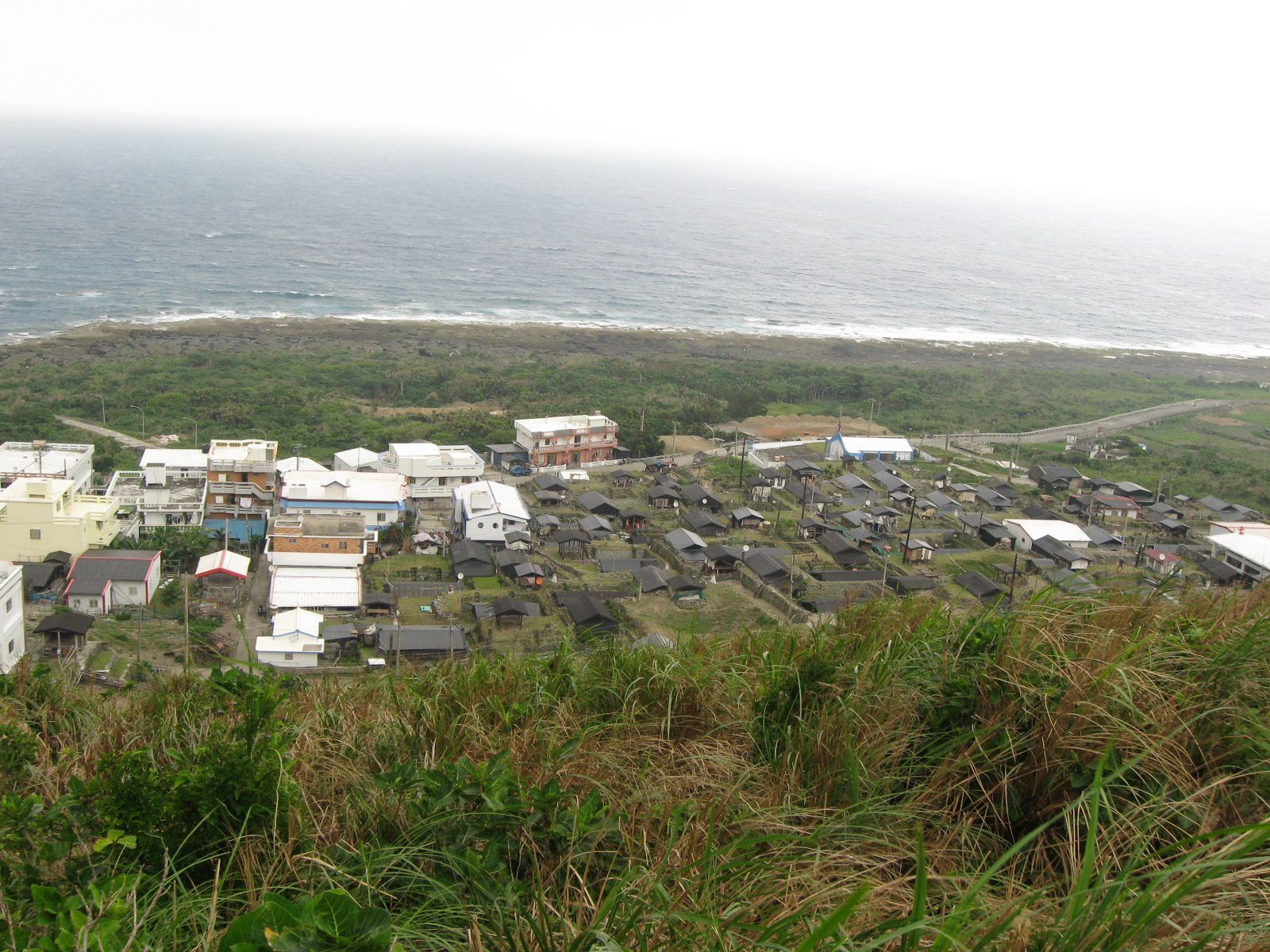
Вид на Остров Орхидей (Ланьюй), где обнаружен муравей Formosimyrma lanyuensis.

Formosimyrma lanyuensis  (лат.) — вид мелких муравьёв, единственный в составе монотипического рода Formosimyrma из подсемейства Myrmicinae. Эндемик Тайваня (остров Ланьюй).

## Распространение
Восточная Азия, Тайвань: остров Ланьюй (или Остров Орхидей, Lanyu island).

## Описание
Мелкие муравьи, желтовато-коричневого цвета. Длина тела около 2 мм. Усики 8-члениковые (булава из 2 сегментов), скапус короткий. Усиковые бороздки длинные, заходят назад за линию глаз. Жвалы с 7 зубцами. Клипеус приподнятый с продольным валиком. Проподеум с парой зубцов. Голени средних и задних ног без шпор.

## Систематика
Сходен с таксоном Mayriella и родами трибы Solenopsidini, отличаясь строением наличника, бороздками антенн, формой глаз и усиками (у Mayriella они 10-члениковые). Вид был впервые описан в 2009 году японским мирмекологом Мамору Тераямой (Mamoru Terayama, Laboratory of Applied Entomology, Division of Agriculture and Agricultural Life Sciences, Токийский университет, Токио, Япония). Род и вид названы по имени островов, на которых была найдена типовая серия: Formosa (старое название Тайваня) + myrma (греч. «муравей»), и Lanyu Island (остров Ланьюй).